# إغوانة سونورا السوداء
إغوانة سونورا السوداء (الاسم العلمي: Ctenosaura macrolopha) (بالإنجليزية: Sonora black iguana)‏ هي نوع من الزواحف تتبع جنس الإغوانة شائكة الذيل من الفصيلة الإغوانية.